# Het mystieke huwelijk van de heilige Catharina
Het mystieke huwelijk van de heilige Catharina is een schilderij door een navolger van de Franse schilder Sébastien Bourdon in het Rijksmuseum in Amsterdam.

## Voorstelling
Het stelt een heuvelachtig landschap voor met precies in het midden een boom. Onder deze boom zitten enkele figuren met een kudde schapen. Van links naar rechts zijn dit: een herder, de heilige Johannes de Doper, Jozef, de heilige Anna, Maria, het Christuskind en de heilige Catharina. Deze laatste heilige stierf begin 4e eeuw een gewelddadige dood. Sindsdien wordt ze als heilige martelares vereerd. In deze voorstelling gaat zijn in het bijzijn van Maria een mystiek huwelijk aan met Christus. Deze legende ontstond na 1337 en was bedoeld als bevestiging van haar maagdelijkheid en haar verbond met Christus. Deze legende werd later opgenomen in de Legenda aurea, een verzameling heiligenlevens en kerkelijke feesten.

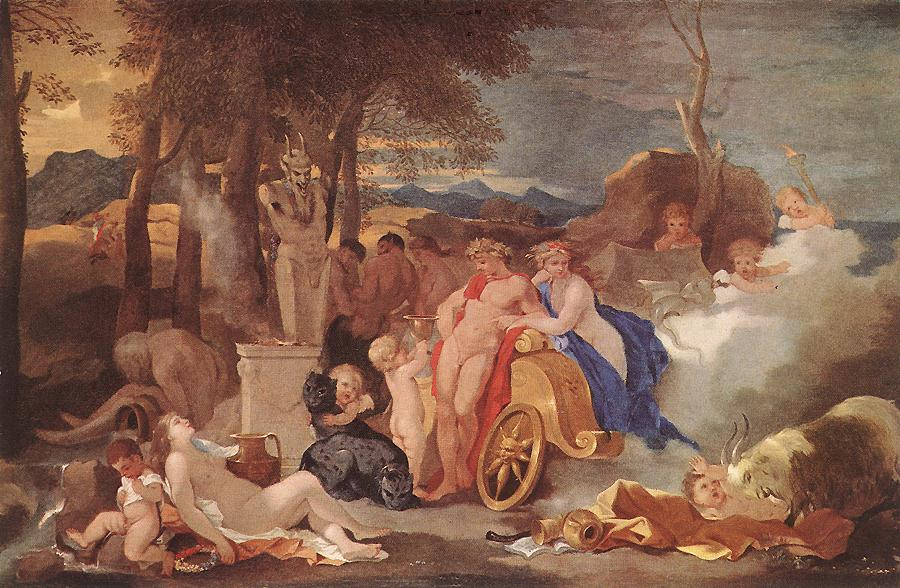
Sébastien Bourdon. Bacchus en Ceres met nimfen en saters. 1640-1660. Boedapest, Szépművészeti Múzeum.

## Toeschrijving
Het schilderij is volgens het Rijksmuseum gemaakt door een navolger van Sébastien Bourdon. Als mogelijke kandidaat wordt genoemd de eveneens Franse schilder Jacques Antoine Friquet de Vauroze.

## Herkomst
Het werk wordt in 1752 voor het eerste gesignaleerd in de verzameling van Adriaan Leonard van Heteren in Den Haag. Van Heteren liet het na zijn dood na aan zijn zoon, Adriaan Leonard van Heteren Gevers. Deze verkocht het werk op 8 juni 1809 samen met 135 andere schilderijen, bekend als het Kabinet Van Heteren Gevers, aan het Rijksmuseum.